# Vánoce na Slovensku

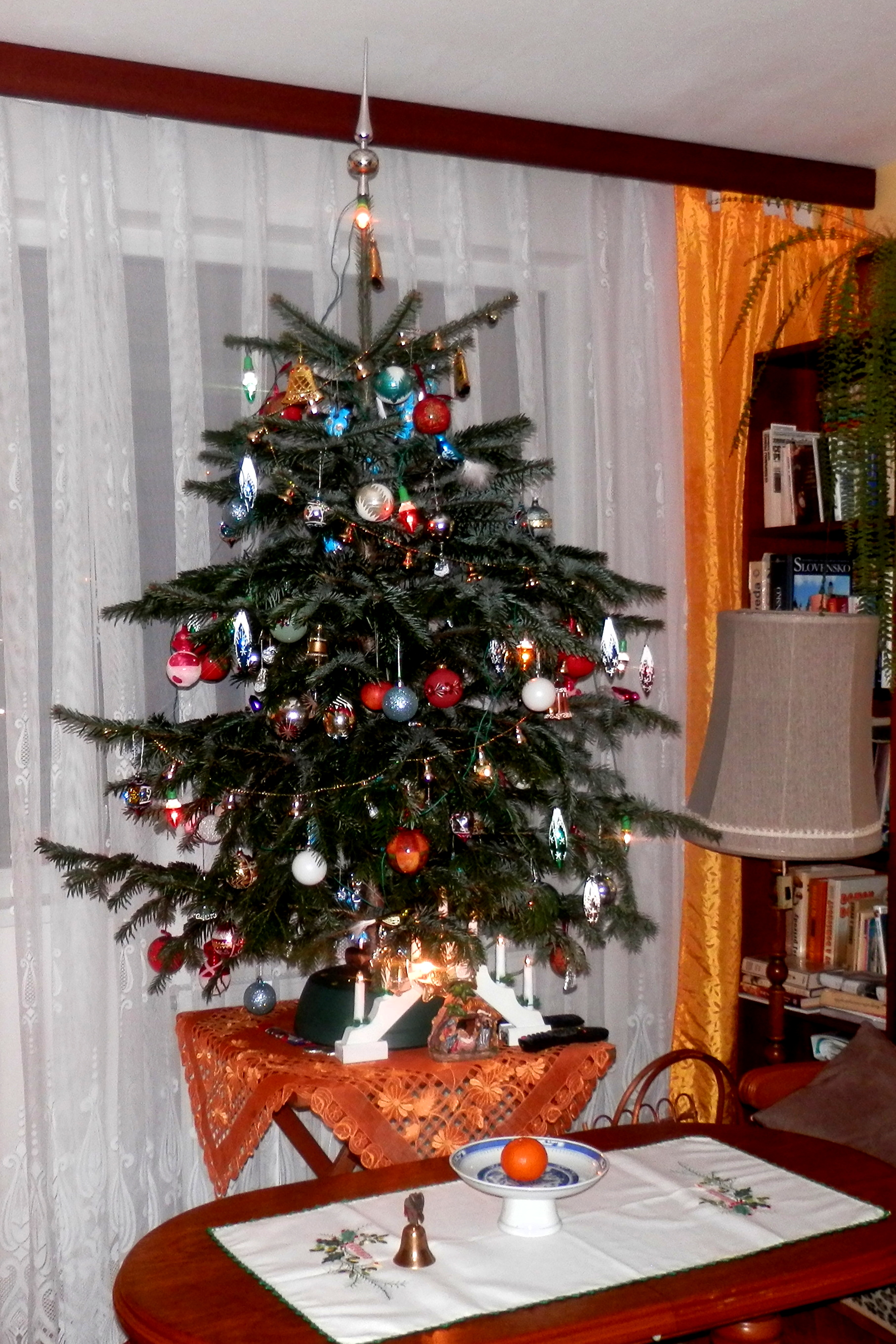
Tradiční vánoční stromek

Vánoce na Slovensku jsou pro Slováky významným svátkem, stejně jako pro většinu obyvatel křesťanských zemí. Vánoce začínají jako v jiných oblastech Evropy dne 24. prosince a končí na svátek Tří králů dne 6. ledna.

## Advent

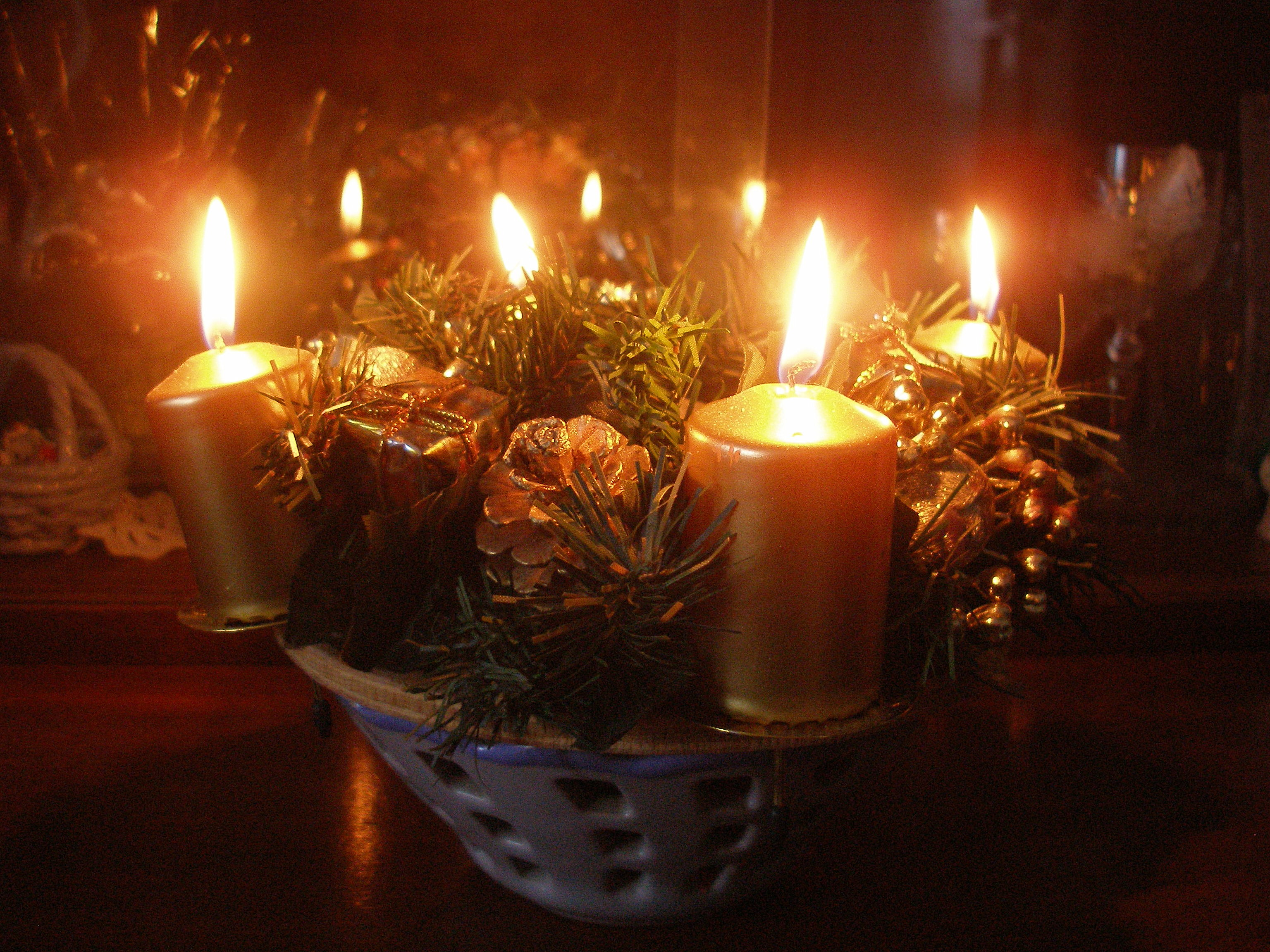
Adventní věnec

V době adventu je typické pečení cukroví, nejčastěji například perníky či vanilkové rohlíčky. Také se zde zdobí adventní věnec, jsou na něm umístěny čtyři svíčky, které se po jedné postupně zapalují.
V tomto období také stejně jako v ostatních zemích zdobí vánoční stromek, který je zdoben různými světýlky, baňkami nebo ručně vyrobenými ozdobami. Na špičku stromu je nejčastěji umisťována hvězda. Někteří lidé si také v době adventu staví své vánoční betlémy. Děti dostávají adventní kalendáře, které slouží k odpočítávání dnů adventu ke Štědrému dni.

## Štědrý den

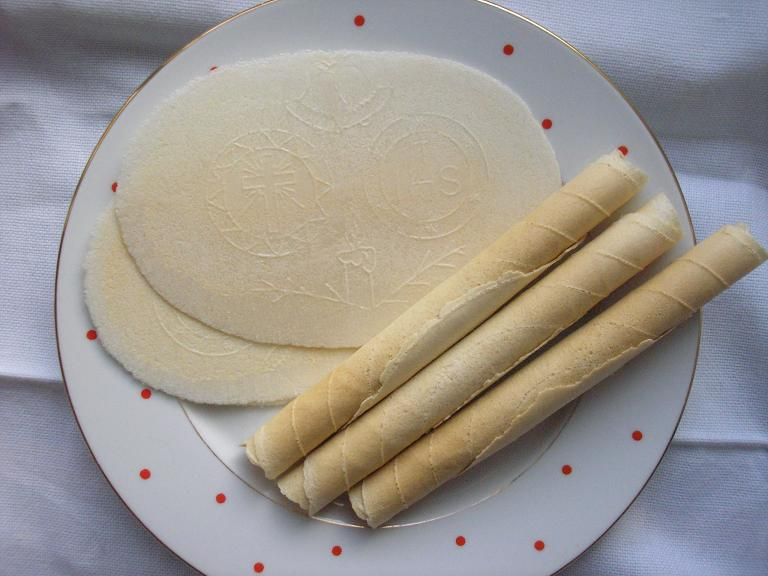
Vánoční oplatky

Štědrý den je postním dnem, hlavním jídlem je až večeře. Pod ubrus je zvykem dávat šupiny z kapra nebo peníze, aby rodina měla přes rok dostatek peněz. Večeře by se měla skládat z 12 chodů, které symbolizují počet apoštolů. V průběhu večeře by od stolu neměl nikdo odcházet.
Před hlavním chodem se překrájí jablko – když se v něm objeví hvězdička, znamená to štěstí. Prvním jídlem jsou oplatky, které jsou symbolem radosti a duševní čistoty, na které se natírá med pro sladký život a česnek pro zdraví. Typickou polévkou je kapustnica, což je hustá polévka připravovaná z kyselého zelí. V některých domácnostech se do ní ještě přidávají sušené švestky, houby nebo smetana, v některých domácnostech se místo ní podává luštěninová polévka –⁠ luštěniny totiž symbolizují hojnost a mají zajistit dobrou úrodu i na další rok. Jako hlavní chod se podává kapr s bramborovým salátem. Na závěr hostiny se podávají různé zákusky, koláče a opékance –⁠ pečené kuličky, které se zalijí mlékem a posypou mákem.
Celý den je nakonec završen půlnoční mší.

## Tradice
Před začátkem štědrovečerní večeře si členové některých domácností udělají na čelo malý křížek medem, aby na sebe byli všichni hodní. V minulosti děvčata chodívala ke chlívu s prasaty, kopnou do dveří chlíva a kolikrát se prase ozve, za tolik let se podle tradice dívka vdá. Někde se tento zvyk vykonává i dnes.